# Italo Cristalli
Italo Cristalli (Piacenza, 8 ottobre 1879 – Castel San Giovanni, 16 gennaio 1932) è stato un tenore italiano.

## Biografia

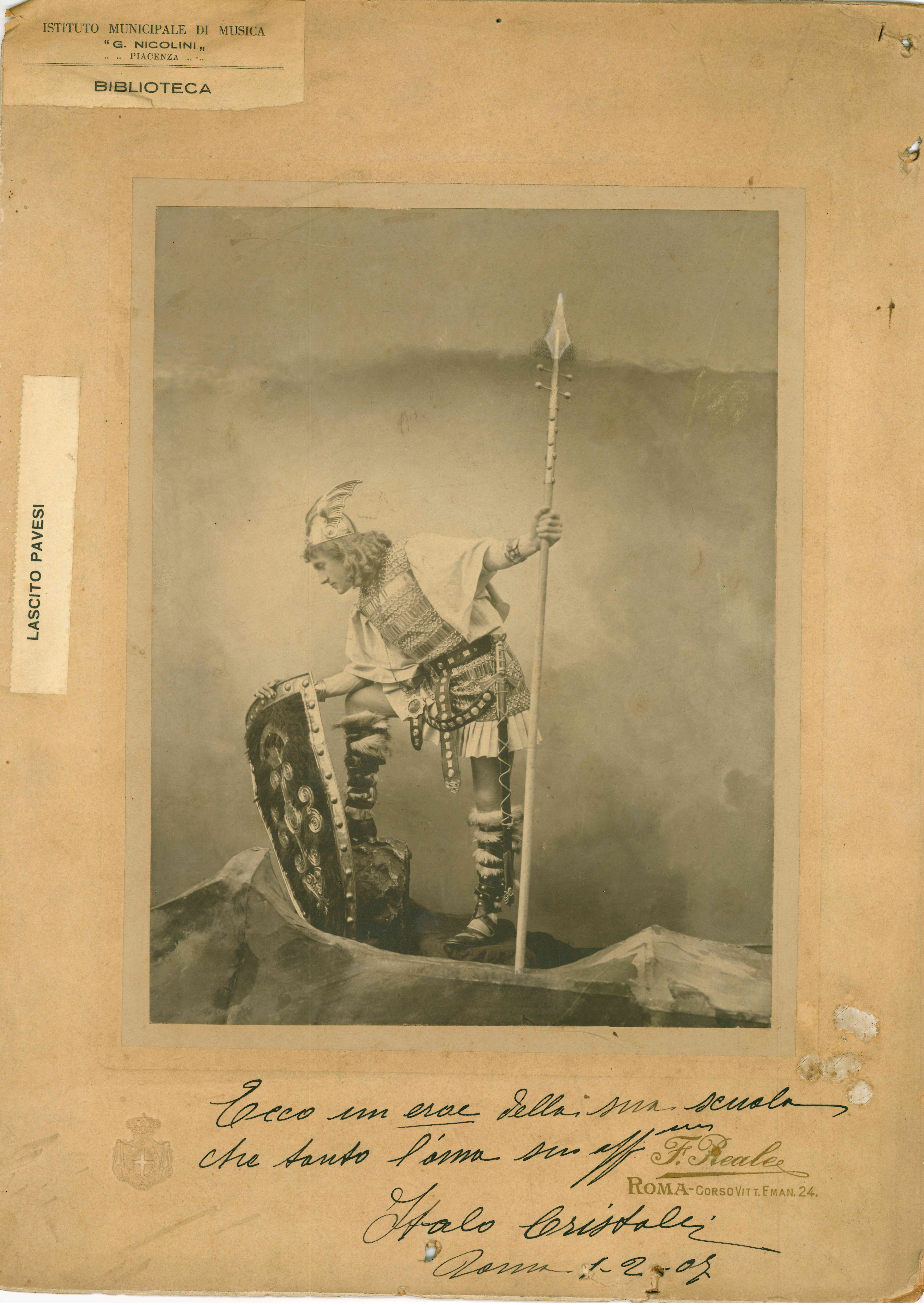
Cristalli ne Il crepuscolo degli dei al Teatro Costanzi nel 1906-1907.

Nato da una famiglia povera, compì i primi studi di musica nella sua città natale, nella Scuola di Musica di Via S. Franca (ora attuale Conservatorio Nicolini). Abbandonati gli studi, iniziò ad essere scritturato in una compagnia di opere comiche, prima di essere chiamato alle armi nell'aprile del 1900. Una volta tornato dall'esercito, venne notato per la sua voce e, grazie al suggerimento del conte Ranuzio Anguissola Scotti (un nobile e mecenate appassionato di bel canto), si recò a Firenze per studiare alla scuola di canto del marchese Corrado Pavesi Negri.
In Toscana inizierà così la sua carriera artistica nel 1903, anno in cui debutta in Traviata, Trovatore e Rigoletto di Verdi e nella Lucia di Lammermoor di Donizetti.

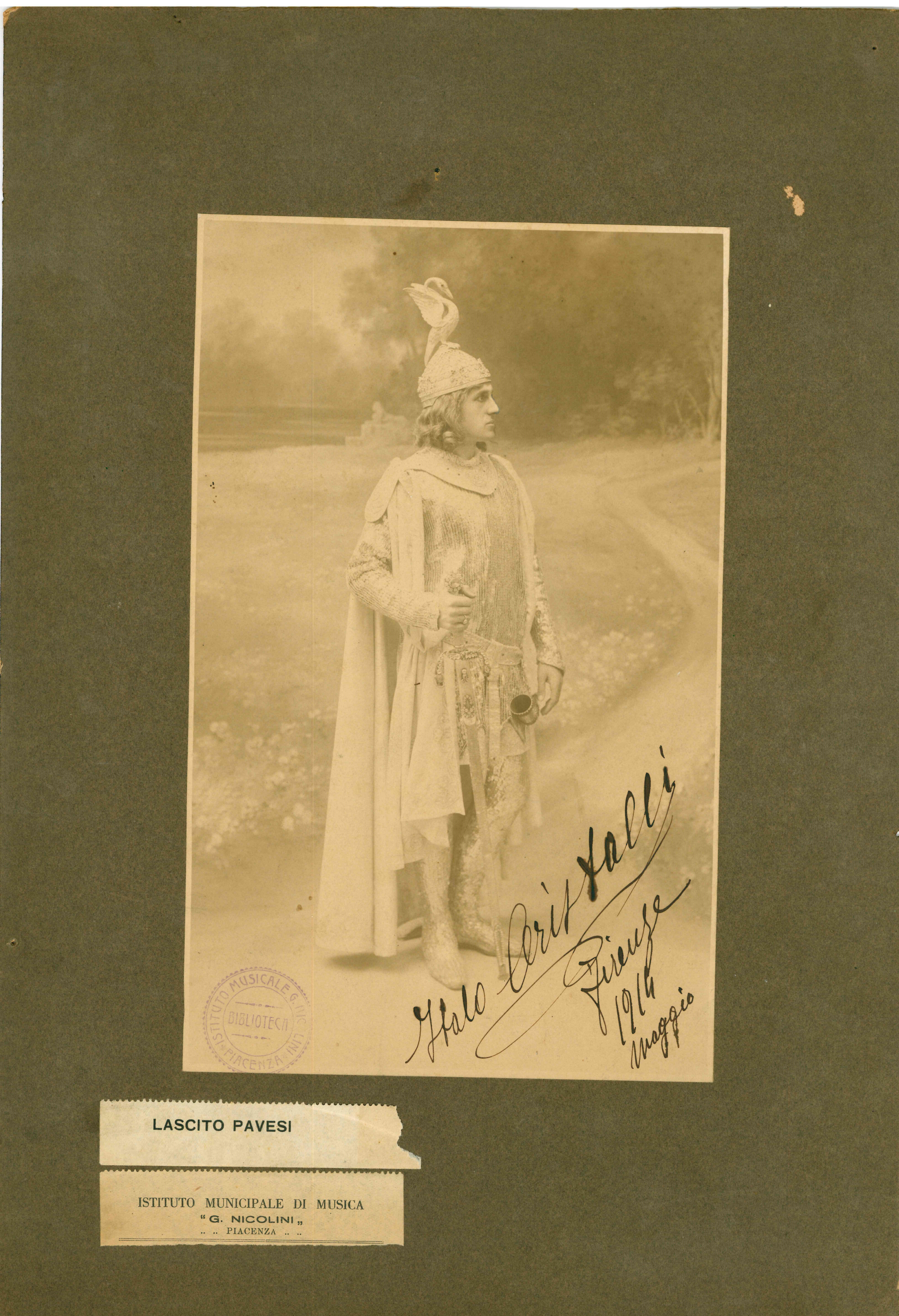
Cristalli in costume di scena per il Lohengrin, a Firenze a maggio 1914.

Il 1904 fu un anno particolarmente significativo, nel mese di settembre infatti Cristalli esordì a Bergamo per la prima volta nel Lohengrin di Richard Wagner, ottenendo unanime consenso di critica. Il successo nel ruolo wagneriano fu tale che Cristalli nei mesi successivi venne scritturato nei teatri di Ferrara, Novara e Pisa.
Nel 1905 Cristalli si reca per la prima volta in tournée all'estero, a Pietroburgo, dove resterà alcuni mesi riscuotendo grandi successi. Rientrato in Italia, nel 1906 parte per America latina, dove trascorre sei mesi in cui debutta a Buenos Aires, Montevideo e Santa Fè, spesso cantando Lohengrin, ormai divenuto suo cavallo di battaglia, e riscuotendo sempre strepitoso successo.
Al suo ritorno in Italia è subito chiamato a Ferrara per La traviata e a Roma per Il crepuscolo degli dei. Di nuovo canterà subito dopo, ancora nel ruolo wagneriano di Lohengrin a Reggio Emilia, per poi recarsi a Parma, dove nel teatro Regio canterà invece nell'opera Loreley di Alfredo Catalani. Negli ultimi mesi del 1907 raggiunge Bologna per interpretare la prima rappresentazione italiana di Paolo e Francesca di Luigi Mancinelli.

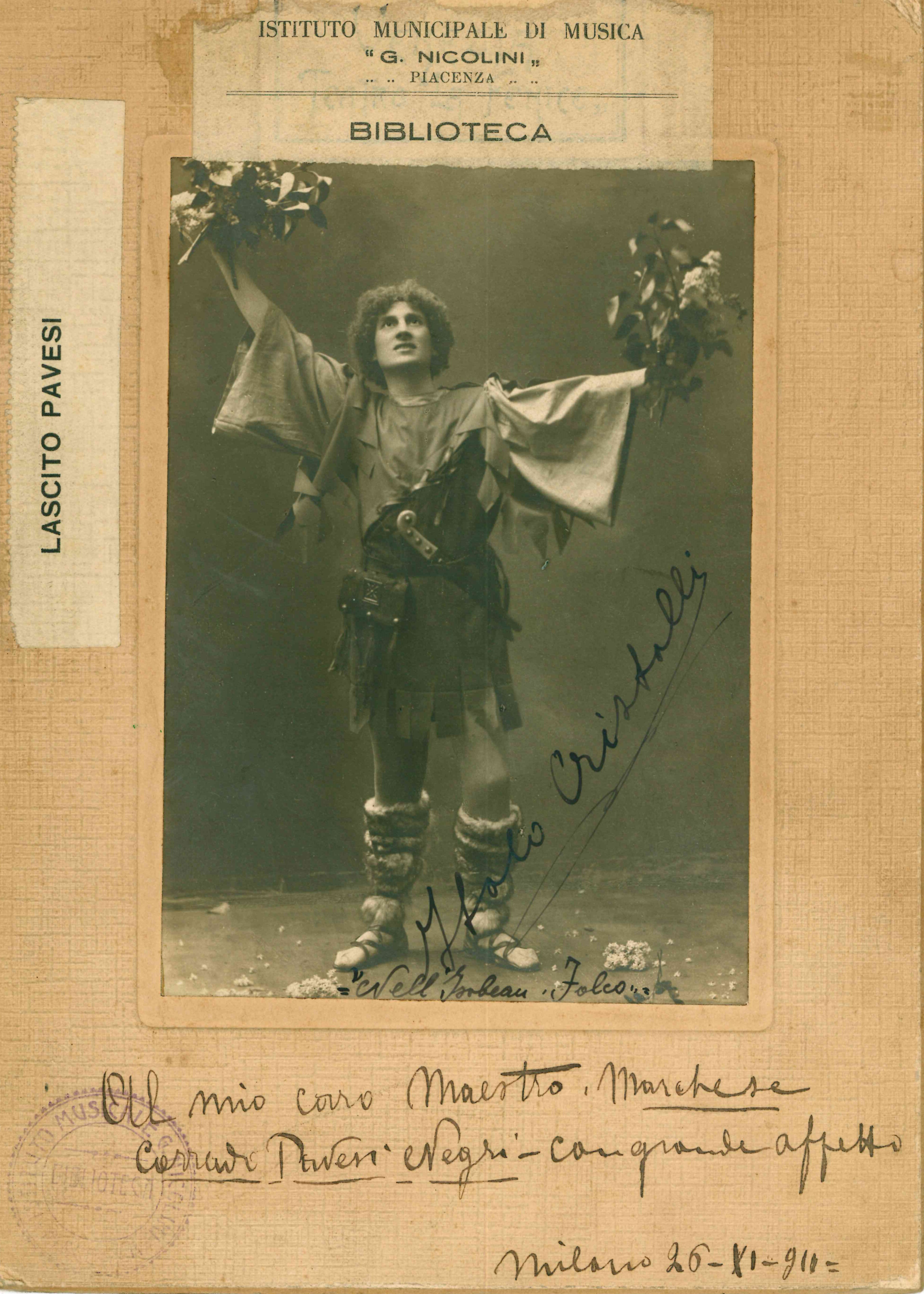
Cristalli in Isabeau

Risale al 1911 il debutto nella sua città natale di Piacenza, al teatro Municipale, nella stagione del Carnevale. Cristalli vi si esibirà cantando nel Lohengrin, per tre serate, ottenendo un successo memorabile. La partecipazione dei suoi concittadini a queste serate fu talmente sentita che la città decise di conferire a Cristalli una targa d'oro come simbolo di riconoscenza.

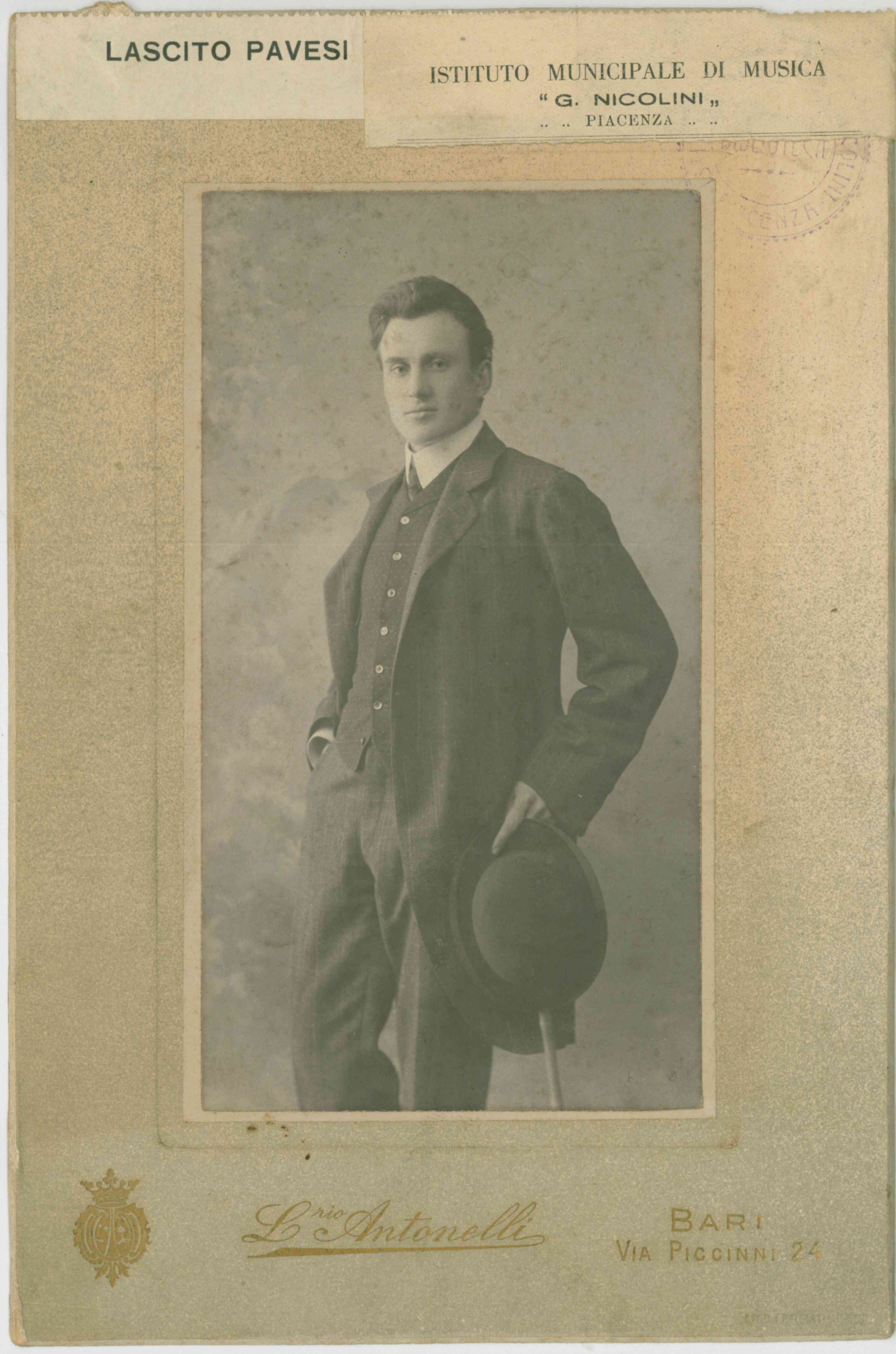
Cristalli ritratto da Angelo Antonelli

Nel gennaio 1912 Pietro Mascagni lo scelse personalmente per la prima rappresentazione in Italia della sua opera Isabeau a Venezia, la prima assoluta era stata data il 2 giugno 1911 al Teatro Coliséo di Buenos Aires.
Qualche mese dopo, Cristalli riparte per l'estero, per una tournée a Buenos Aires. Rientrato in Italia, nel 1914 partirà invece per New York, dove al teatro Metropolitan canta sotto la direzione di Toscanini in alcune opere tra cui Don Pasquale di Donizetti e L'Amore Medico di Wolf Ferrari.. Riscosse un buon successo e fu fotografato da Hermann Mishkin, il fotografo ufficiale del Metropolitan Opera House. Di ritorno dall'America, ormai all'apice del suo successo, Cristalli cantò nuovamente in Italia, in Europa e ancora in America Latina per tutto il decennio successivo.
Con il Werther di Massenet, in tre recite al teatro Municipale, Cristalli darà l'addio alle scene nel 1926, nella sua città di Piacenza.
Muore nel gennaio del 1932 a Castel San Giovanni.

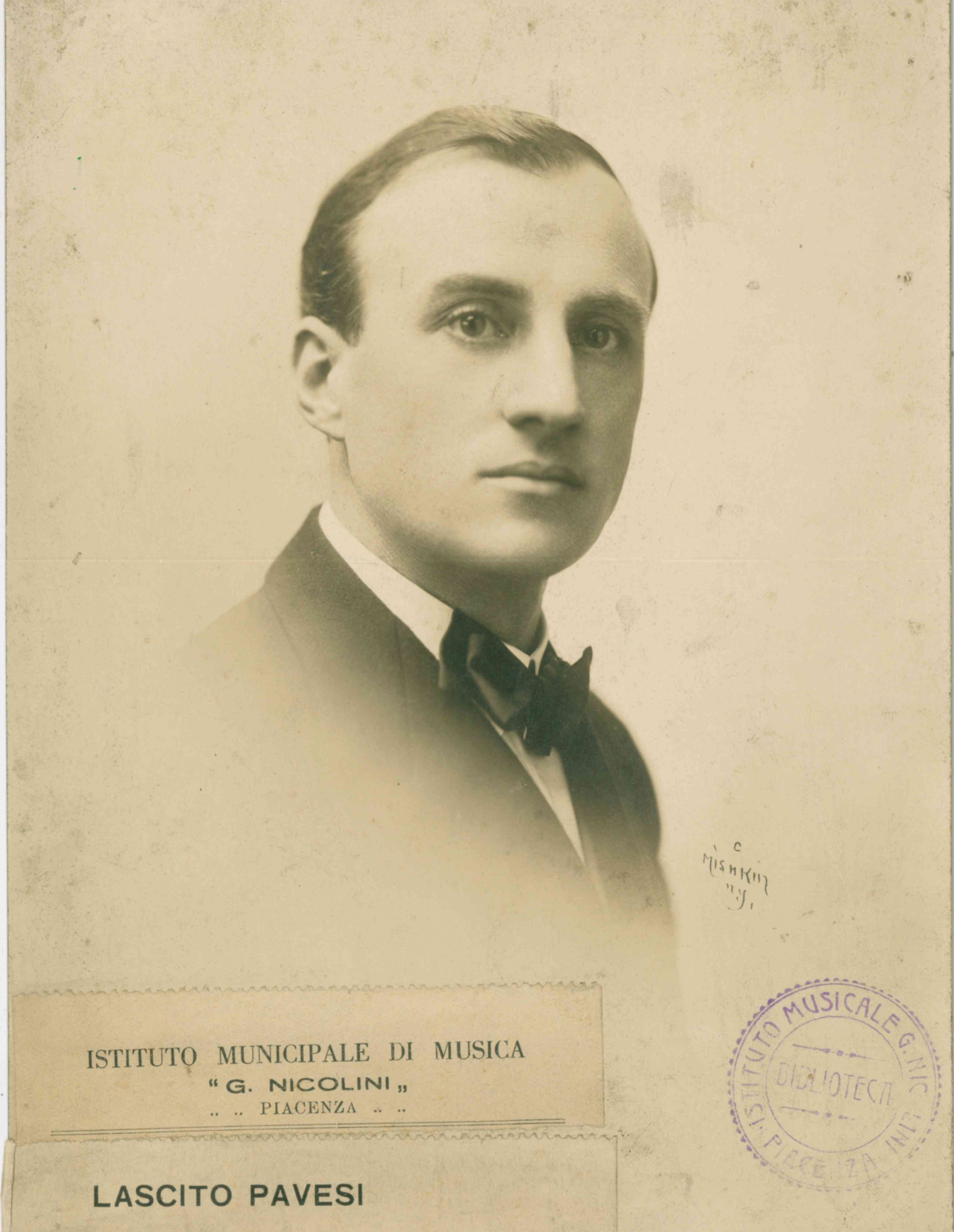
Ritratto di Italo Cristalli di Herman Mishkin